# У житті кожної жінки
«У житті кожної жінки» (англ. In Every Woman's Life) — американська драма режисера Ірвінга Каммінгса 1924 року.

## У ролях
- Вірджинія Валлі — Сара Ленгфорд
- Ллойд Г'юз — Джуліан Грір
- Марк Макдермотт — Коті Десенжер
- Джордж Фосетт — Дуглас Грір
- Вера Льюїс — Діана Ленсдейл
- Ральф Льюїс — капітан
- Стюарт Голмс — Чарльз Карлтон
- Джон Ст. Поліс — доктор Філіпп Логан